# District de Ia Grai
Ia Grai est un district rural de la province de Gia Lai, dans les montagnes centrales du Viêt Nam

## Géographie
Le district couvre une superficie de 1 156 km2.
La capitale du district se trouve à Ia Kha. 